# 巴薩雷奇夫卡
48°43′42″N 29°15′44″E / 48.72833°N 29.26222°E
巴薩利奇夫卡（烏克蘭語：Басаличівка），是烏克蘭的村落，位於該國西南部文尼察州，由海辛區負責管轄，始建於1547年，面積1.76平方公里，海拔高度222米，2001年人口370，人口密度每平方公里210.71人。